# Datsik
Datsik (наст. им. Трой Битлз, англ. Troy Beetles) ― дабстеп-диджей и музыкальный продюсер из Британской Колумбии, Канады. Он часто работает с другими дабстеп-продюсерами из Канады, такими как Excision, Downlink. Также работает с Virtual Riot.  Его первые релизы не в качестве продюсера — это треки "Quantization error", "Fathom" и "Gecko". Они вышли 13 ноября 2008 года.

## Биография
Битлз родился 9 июня 1988 года в Британской Колумбии, Канадском городе Келовна. Увлёкся дабстепом Трой под впечатлением выступления Джефа Эйбела на фестивале электронной музыки в Шамбале в 2008 году. Вскоре Трой (а на тот момент уже Datsik) начал сотрудничать с Джефом, и выпустил несколько релизов с Ним в 2009 и 2010 году. Он выступал на международном уровне и продолжал создавать музыку в Канаде. В 2009 году релиз Датсика попал в Топ100 на Beatport’e. Он делал ремиксы и сотрудничал с такими артистами, как The Crystal Method, Noisia, Wu-Tang Clan, и Diplo, и выступал с Steve Aoki, Rusko, Bassnectar, Skream, DJ Craze и Nero и другие. Трой приводит широкий спектр музыкального вдохновения, в том числе Wu-Tang Clan членов РЗА и Method Man. Он описал звучание Его треков как: «Тёмное и роботехническое». Трой использовал gamertag от Xbox Live «Datsik» в качестве своего псевдонима.Он выпустил свой дебютный альбом Vitamin D, на Dim Mak Records 10 апреля 2012 года. В альбом вошли 12 треков, в том числе совместные работы с Downlink, Z-Trip, Infected Mushroom, Jonathan Davis, Messinian и Snak the Ripper.

## Дискография

### Альбомы
- Vitamin D / Dim Mak Records / 10 Апреля, 2012
- Afterlife / ?  / ? , ?

### Синглы и EP
- Datsik vs. Downlink — Against the Machines EP / Substruk / 26 Марта, 2009
- Excision, Datsik & Flux Pavilion — Boom EP / Rottun Recordigs / 15 июня, 2009
- Excision & Datsik — Swagga/Invaders / EX7 / 28 Сентября, 2009
- Datsik & 12th Planet — Texx Mars EP / Smog Records / 10 Ноября, 2009
- Datsik — 3 Fist Style / Basshead Records / 20 Июля, 2010
- Datsik & Funtcase — Mechano/Brock Out / EX7 / 29 Июля, 2010
- Various EP / Rottun Recordings / 2010
- Datsik & Bare — King Kong / Subhuman / 2011
- Datsik — Firepower EP / Rottun Recordings / 13 Июня, 2011
- Datsik — Fully Blown (feat. Snak The Ripper) (on Vitamin D) / Dim Mak Records / 2012
- Datsik & Infected Mushroom — Evilution (feat. Jonathan Davis) (on Vitamin D) / Dim Mak Records / 2012#
- Datsik — Apples
- Datsik & Kill The Noise — Lightspeed / OWSLA / 2012
- Datsik & Diplo — Barely Standing (feat. Sabi) / Mad Decent / 2012
- Datsik — Cold Blooded EP Part 1 / Firepower / 22 Января, 2013
- Datsik — Let It Burn LP Part 2 / Firepower / 24 Сентября, 2013
- Datsik — Hold It Down Remixes / Firepower / 18 марта, 2014
- Datsik — Down 4 My Ninjas / Firepower / 25 ноября, 2014
- Datsik & Barely Alive — The Blastaz / Disciple / 9 марта, 2015
- Datsik & Protohype & Init — Turf Wars / Firepower / 5 мая, 2015
- Datsik — Troynado / Firepower / 5 мая, 2015
- Datsik & Bear Grillz —  Fuck Off / Firepower / 5 мая, 2015
- Datsik — Smoke Bomb (feat. Snoop Dogg) / 6 ноября, 2015
- Datsik — Darkstar EP / Firepower / 25 марта, 2016
- Datsik — Sensei EP / Firepower / 16 декабря, 2016
- Datsik — Master of Shadows EP / 12 января, 2018

### Ремикс
- Wu-Tang Clan- Biochemical Equation (Datsik & Excision Remix) / iHipHop / 2009
- Ctrl Z vs. Freestylers — Ruffneck '09 (Excision & Datsik Remix) / Never Say Die / 2009
- Ivory — Hand Grenade (Excision & Datsik Dubstep Remix) / Rat Records / 2009
- Apex — Nowhere to Run (Datsik & Excision Remix) / Lifted Music / 2010
- The Crystal Method ft. LMFAO — Sine Language (Datsik Remix) / Black Hole Recordings / 2010
- Don Diablo ft. Dragonette — Animale (Datsik Remix) / Ego Music / 2010
- Various — Blow Your Head: Diplo Presents Dubstep — U Don’t Like Me (Datsik Remix) / Mad Decent / 2010
- Noisia — Alpha Centauri (Excision & Datsik Remix) / Division Recordings / 2010
- Coldplay — Fix You (Datsik Remix) / 2010
- MGMT — Kids (Datsik Remix) / 2010
- Foreign Beggars ft. Black Sun Empire — Solace One (Datsik Remix) / Never Say Die / 2012
- Zedd — Stars Come Out (Datsik Remix) / Dim Mak Records / 2012
- Kaskade & Skrillex — Lick It (Datsik Remix) / Ultra Records / 2012
- DJ Fresh — The Power feat. Dizzee Rascal (Datsik Remix) / Ministry of Sound / 2012
- Colin Munroe Feat. K Flay — Your Eyes (Datsik Remix) / 2013
- Linkin Park — Until It Breaks (Datsik Remix) / 2013
- Pretty Lights Feat. Talib Kweli — Around The Block (Datsik Remix) / 8 Minutes 20 Seconds Records / 2013
- Lana Del Rey - Ultraviolence (Datsik Remix) / Firepower Records / 2014